# 平朝彦
平 朝彦（たいら あさひこ、1946年5月30日 - ）は、日本の地質学者。専門は海洋地質学・地球進化論。Ph.D.。東京大学名誉教授、国立研究開発法人海洋研究開発機構顧問、東海大学海洋研究所長。
国立研究開発法人海洋研究開発機構理事長や日本地質学会会長を歴任した。

## 略歴・人物
宮城県仙台市生まれ。1970年、東北大学理学部卒業。
1976年、テキサス大学ダラス校で博士課程修了。
1977年から高知大学理学部助教授、1985年より東京大学海洋研究所教授。
2002年からは日本地質学会会長を務めた。
2004年、独立行政法人・海洋研究開発機構 地球深部探査センター初代センター長に就任。
その後、2007年からは海洋研究開発機構理事を務め、2012年からは海洋研究開発機構理事長を務める。
東京大学海洋研究所の時代より、日仏海溝(KAIKO)計画や国際深海掘削計画の推進に参画してきた。また、地球深部探査船「ちきゅう」の建造・運用計画に参画し、2007年よりJAMSTECにおいて運用の責任者となり、南海トラフ地震発生帯掘削計画を統括し、統合国際深海掘削計画を推進した。
また、2007年には「プレート沈み込み帯における付加作用の研究」により日本学士院賞を受賞している。
同年より東京大学大気海洋研究所名誉教授。
2014年、深海科学掘削研究における功績と貢献が世界的に認められ、米国地球物理学連合より海洋掘削分野における卓越した学際的研究成果を残した若手研究者に与えられる賞として平の名を冠した「平朝彦国際深海科学掘削研究賞(The Asahiko Taira International Scientific Ocean Drilling Research Prize)」の創設が発表された。
2018年、日本とフランスとの学術協力やハイレベル共同計画に参画等の多大な功績が認められ、フランス政府レジオン・ドヌール勲章シュヴァリエを受章。
2019年8月31日で海洋研究開発機構理事長を退任し、2019年9月より海洋研究開発機構顧問に就任。
2020年4月、東海大学海洋研究所所長に就任。2024年12月、日本学士院会員に選定された。
その他に、日本学術会議会員を務めた。

## 主な業績
九州南部から四国、紀伊半島南部、そして赤石山脈にかけてみられる四万十帯という地層は赤道付近から移動してきたプレート上の枕状溶岩、遠洋性堆積物（チャート）が海溝（タービダイト）堆積物と混合、付加したもの（付加体）であることを実証して、プレートテクトニクス理論の確立に貢献した。
また、南海トラフの海洋地質学的研究を推進し、南海トラフに堆積している乱泥流堆積物（タービダイト）が主に富士川l起源であることを突き止めた。すなわち、伊豆・小笠原島弧が本州島弧に衝突し、南アルプスと富士箱根火山帯が形成され、その山岳地帯から供給された大量の土砂が、富士川から海底を乱泥流となって700km流れ、堆積し、それがフィリピン海プレートの運動で南海トラフ付加体を作っていることを明らかにした。
さらに伊豆小笠原島弧の地殻構造について反射法・屈折法地震波探査を駆使して、前例のない精度で測定を行い、青ヶ島の付近を海溝から四国海盆への横切る断面において島弧中心部に地震波速度6km/secの花崗岩質地殻と推定されるものを発見した。地球史の中では、このような島弧地殻が大陸の”種”となって地球表層に残存し、それが集まって小大陸となり、さらにそれらが衝突して山脈を作り、風化侵食が起こり、付加体となる、というグローバルな物質循環が原生代より始まったとする考えを提案した。四万十帯、南海トラフ、伊豆小笠原島弧の研究は、島弧の形成ー衝突テクトニクスー山脈形成と侵食ー乱泥流に運搬ー付加体と新しい地殻の形成という一連のプレートテクトニクスと大陸地殻の進化、地球表層の物質循環の過程と歴史を描き出した。

## 受賞歴、栄典、その他
出典：
- 1994年 アメリカ地質学会フェロー
- 2007年 日本学士院賞[2]
- 2015年 王立天文学会名誉フェロー
- 2017年 日本地球惑星科学連合フェロー[6]
- 2018年 フランスレジオンドヌール勲章シュバリエ[10][11]
- 2023年4月 瑞宝中綬章[14][15]

## 著書
- 『日本列島の形成 - 変動帯としての歴史と現在』岩波書店、1986年。ISBN 4-00-005761-8。中村一明と共編。
- 『日本列島の誕生』岩波書店〈岩波新書〉、1990年。ISBN 4-00-430148-3。
- 『地球のダイナミックス』岩波書店〈地質学 1〉、2001年。ISBN 4-00-006240-9。
- 『日本海東縁の活断層と地震テクトニクス』東京大学出版会、2002年。ISBN 4-13-060739-1。大竹政和・太田陽子と共編。
- 『地層の解読』岩波書店〈地質学 2〉、2004年。ISBN 4-00-006241-7。
- 『地球の内部で何が起こっているのか?』光文社〈光文社新書〉、2005年。ISBN 4-334-03314-8。徐垣・末廣潔・木下肇と共著。
- 『地球史の探求』岩波書店〈地質学 3〉、2007年。ISBN 978-4-00-006242-8。
- 『カラー図解 地球科学入門 地球の観察 - 地質・地形・地球史を読み解く』講談社、2020年。ISBN 978-4-06-521690-3。海洋研究開発機構と共著。